# Apple Jam

Лицевая этикетка Apple Jam, созданная Томом Уилксом

Apple Jam — бонусный диск, фигурирующий в качестве третьей пластинки в тройной альбоме английского рок-музыканта Джорджа Харрисона All Things Must Pass (1970). Он состоит из четырёх инструментальных джемов, три из которых были записаны во время студийных сессий, и «It’s Johnny’s Birthday», посвящённой 30-летию Джона Леннона. Этот диск был способом Apple Records задобрить покупателей пластинки из-за высокой розничной цены на All Things Must Pass, который был одним из первых тройных альбомов в рок-музыке. Художественное оформление для винила было придумано Томом Уилксом — на нём изображена банка с джемом и яблочные листья (обыгрывая название пластинки).
Два джема датируются сессией 18 июня 1970 года, которая ознаменовала официальное появление группы Эрика Клэптона Derek and the Dominos. Дополненная Харрисоном и гитаристом Дэйвом Мейсоном и спродюсированная Филом Спектором, в тот же день группа записала песни, предназначенные для их дебютного сингла. Другие композиции Apple Jam включают музыкальный вклад Билли Престона, Клауса Формана, Джинджера Бейкера, Гэри Райта и Бобби Киза. Публицисты как правило рассматривают джемы как нечто необязательное по сравнению с двумя основными пластинками. Некоторые эксперты, тем не менее, признают историческое значение диска в качестве исторического документа дебюта Derek and the Dominos.

## Предыстория
По словам басиста Клауса Формана, друга битлов с гамбургских времён, и одного из многочисленных музыкантов, принявших участие в работе над альбомом Джорджа Харрисона All Things Must Pass, джем-сейшены были обычным явлением во время студийных сессий и свидетельствовали о свободном духе проекта. Помимо возможности Харрисона записать собственный материал, по тем или иным причинам не включённый в релизы The Beatles, сольник позволил ему поэкспериментировать над более длинными инструментальными импровизациями, нежели во время работы с его бывшей группы; он также предоставил ему возможность записаться с музыкантами, с которыми он познакомился во время европейского турне Delaney & Bonnie and Friends в декабре 1969 года. Харрисон вспоминал, что в начале сессий All Things Must Pass он и его коллеги-музыканты импровизировали с одной из идей, а затем попросили прослушать результат, но обнаруживали, что звукоинженеру не удалось записать джем-сейшен на плёнку. В результате на протяжении последующих сессий аудиокассета оставалась включённой, чтобы записывать любые импровизированные записи, ставшие композициями появившимися на Apple Jam.
All Things Must Pass изначально планировалось выпустить под каталожным номером STBO-639, что указывает на комплект из двух пластинок. В декабре 2000 года в интервью редактору Billboard Тимоти Уайту Харрисон так высказался о добавлении дополнительной пластинки Apple Jam: «Что касается джемов, я не хотел просто убирать [их] в долгий ящик, и в то же время они не были полноценной частью альбома; вот почему я поместил их на пластинку с отдельным названием, чтобы они шли в качестве, своего рода, бонуса к альбому». По словам музыканта, он проникся высокой ценностью джем-сейшенов во время микширования альбома, особенно тем, как «зажигал» гитарист Эрик Клэптон. Название третьего диска представляло собой каламбур, сочетающим идею джем-сейшена и отсылку к студии The Beatles — Apple Studio — где проходила запись, итоговый результат обыгрывал словосочетание «яблочный джем» (Apple Jam).

## Музыкальное содержание

### Первая сторона

#### «Out of the Blue»
Мелодия «Out of the Blue» начинается внезапно — музыканты уже играют среднетемповый грув. Одиннадцатиминутный джем-сейшен представляет собой инструментальный блюз; согласно описанию биографа Саймона Ленга, импровизация базируется на гитарных риффах и «изменяющейся динамики» поверх одноаккордной темы. В число участников сейшена входили Бобби Киз и Джим Прайс — оба примерно в это же время стали сотруднчать с группой The Rolling Stones в качестве духовой секции. Первоначально Харрисон ошибся указав в аннотациях к альбому Клэптона в качестве второго гитариста, однако им был Фурман. По прошествии лент музыкант вспоминал: «[Джордж] подумал, что это был Эрик, потому что я играл короткие гитарные фразы в его стиле». Также в записи поучаствовали клавишники Бобби Уитлок и Гэри Райт, басист Карл Рэйдл и барабанщик Джим Гордон. Джем-сейшен был записан в студии Эбби-Роуд июля 1970 года, в предпоследний день основных студийных сессий All Things Must Pass. Полная версия джем-сейшена длилась 20 минут, в заметках Харрисона он фигурировал под названием «Jam (3)».
Ленг сравнивает «Out of the Blue» с долгими джемами, типичными для музыкальной сцены Сан-Франциско, и отмечает, что многие из этих групп выпустили бы его как полноценный альбомный трек. Историк The Beatles Брюс Спайзер особо выделяет игру Харрисона на гитаре, «бесшабашное» фортепиано и вклад саксофониста Киза, который он сравнивает с «финалом джем-сейшена» из трека The Rolling Stones «Can’t You Hear Me Knocking» 1971 года. В числе участвующих музыкантов также упоминают журналиста Эла Ароновица, который прилетел в Лондон, чтобы написать статью об альбомных сессиях для The New York Post. По словам Спайзера, Ароновиц, скорее всего, добавил перкуссию.

#### «It’s Johnny’s Birthday»
«It’s Johnny’s Birthday» представляет собой 49-секундный трек, спетый на мелодию хита Клиффа Ричарда «Congratulations» (1986) в стиле, названном писателем Яном Инглисом «хоровым мюзик-холлом». Харрисон записал его к 30-летию Джона Леннона после того, как Йоко Оно, жена Леннона, попросила его сделать музыкальный подарок своему бывшему коллеге (также она обратилась к Доновану и Дженис Джоплин). Запись проходила в студии Эбби-Роуд 7 октября, когда Харрисон занимался финальным сведением All Things Must Pass.
В песне Харрисон поёт и играет на всех инструментах — орга́не (в карнавальном стиле) и акустической слайд-гитаре (в виде двух отдельных дорожек). Другие вокальные партии исполняют Мэл Эванс и помощник звукорежиссёра Эдди Кляйн. Харрисон обработал запись с помощью переменной скорости для создания комического эффекта. Он подарил Леннону кассету 9 октября, когда Джон записывал «Remember» в одной из студий EMI, вместе с Форманом и Ринго Старром.

#### «Plug Me In»
В хард-рок-композиции «Plug Me In» Харрисон, Клэптон и Дэйв Мейсон по очереди исполняют гитарные соло. Запись проходила 18 июня и ознаменовала появление группы Derek and the Dominos, в состав которой, помимо Клэптона, вошли музыканты, Уитлок, Рэдл и Гордон — помогавшие Харрисону с записью альбома. Джордж сыграл на гитаре в обоих песнях дебютного сингла группы, «Tell the Truth» и «Roll It Over», которые были спродюсированы Филом Спектором во время той же сессии. Уитлок вспоминал «Plug Me In» как пример его раннего фортепианного стиля, навеянного Джерри Ли Льюисом и Литтл Ричардом, а также как образец вклада Мэйсона в создание All Things Must Pass, который был относительно небольшим.
Несмотря на подтверждённые данные, что местом записи песни была Apple Studio, составители книги Archival Notes 2021) указали в качестве студии EMI 3, основываясь на воспоминаниях звукорежиссёра EMI Фила Макдональда.

### Вторая сторона

#### «I Remember Jeep»
Название «I Remember Jeep» отсылало к пропавшей собаке Клэптона, веймаранеру по кличке Джип. Участниками восьмиминутного трека были Клэптон и Харрисон (электрогитары), Билли Престон (фортепиано), Фурман (бас) и Джинджер Бейкер (ударные), бывший коллега Клэптона по группе Cream. Харрисон также добавил электронные эффекты при помощи синтезатора Moog. Инглис сопоставляет сходство джема с творчеством Cream, описывая его как «музыкально изощрённое слияние джазовых/блюзовых темпов в современной рок-обёртке». Основная сессия состоялась в Olympic Sound Studios 29 марта 1969 года, незадолго до того, как Харрисон начал работу над первым альбомом Престона That’s the Way God Planned It. 12 мая, когда трек ещё носил черновое название «Jam Peace», Харрисон, Леннон и Оно записали хлопки в ладоши в Эбби-Роуд, после чего Харрисон добавил клавишную партию на Moog во время финального сведения пластинки.

#### «Thanks for the Pepperoni»
Название «Thanks for the Pepperoni» вдохновлено фразой из комедийного альбома Ленни Брюса. Трек представляет собой шестиминутный джем в стиле «Roll Over Beethoven» Чака Берри. Записанный на той же сессии, что и «Plug Me In», он также базируется на гитарных соло Клэптона, Мэйсона и Харрисона. По мнению Ленга, соло последнего «сверхъестественно» похоже на стиль Клэптона; писатель отмечает, что Джордж солирует на протяжении большей части трека, который включает в себя его «самые горячие гитарные фразы» со времён «The End» The Beatles. Согласно данным Ленга, сольные партии исполняются в таком порядке: Харрисон до отметки 1:30; Мейсон, 1:40-3:00; Харрисон, 3:00-3:17; Клэптон, 3:18-4:46; Харрисон, 4:47-5:52.

## Обложка
Художник Том Уилкс придал Apple Jam особый дизайн, отличный от первых двух пластинок All Things Must Pass. На обложке диска и на лицевых этикетках была изображена нарисованная Уилксом банка из-под варенья (джема), с изображением фрукта внутри банки и двух яблочных листьев снаружи. Чтобы подчеркнуть каламбур слов «яблочный джем» (джем-сейшена как процесса и Apple Studio, студии где он проходил), он нарисовал название на крышке банки. Имена участвовавших в записи музыкантов были указаны на обратной стороне обложки, отдельно от имён музыкантов основного альбома, которые были напечатаны на внутренней стороне коробки с тремя пластинками. Во многих странах обложка Apple Jam была единственным местом, где Клэптон был указан как один из авторов All Things Must Pass, поскольку соперничество между конкурирующими звукозаписывающими компаниями не позволяло Харрисону указать гитариста в основных аннотациях к альбому.
Как и на всех композициях третьего диска, на оригинальном британском релизе All Things Must Pass автором «It’s Johnny’s Birthday» был указан Харрисон. В свою очередь, на первых американских копиях альбома единственной информацией об авторах песен было стандартное указание организации по защите авторских праве, Broadcast Music, Inc., на лицевых этикетках пластинок. В декабре 1970 года авторы песни «Congratulations» Билл Мартин и Фил Коултер потребовали причитающиеся им отчисления, в результате чего на всех последующих релизах вместо Харрисона в качестве композиторов были указаны авторы оригинальной песни.

## Выпуск
«Если людям, которые купили весь комплект, не нравились джемы, значит, у них всё ещё оставались [две] полноценные пластинки, и им не требовалось платить за дополнительный диск; а если джем-сейшены приходились им по душе, то для них он становился [своего рода] бесплатным бонусом».
Лейбл Apple Records выпустил All Things Must Pass 27 ноября 1970 года. Хотя он не являлся первым тройной рок-альбомом в истории, это был первый трёхдисковый сет, выпущенный силами одного исполнителя. Музыкальная пресса была шокирована, после того как появилась информация о предстоящем релизе. По словам музыкального историка Дэйва Томпсона, пластинка вскоре подтвердила догадки «акул пера», а именно, что Харрисон долгое время собирал свои песни, не имея возможности включить более двух своих композиций в полноформатный альбом The Beatles, и что «он провёл гораздо больше времени, джемуя со своими товарищами-тяжеловесами, чем кто-либо мог предположить». Альбом имел большой успех — его хвалили критики и превозносила публика. Он стал кассовым хитом несмотря на высокую розничную цену, которая составляла более 5 фунтов стерлингов в Соединённом Королевстве и 13,98 доллара в Соединённых Штатах — значительной суммой для того времени. На некоторых тиражах Capitol Records в Северной Америке на передней части коробки был наклеен стикер с надписью: «2 пластинки Джорджа Харрисона плюс 1 Apple Jam Session» и «3 пластинки по цене 2». В Великобритании отрывки из песен «I Remember Jeep» и «Plug Me In» были включены в сборник Top of the Pops от 10 декабря.
Ленг отмечал, что Харрисон продемонстрировал поразительное отсутствие эгоизма, выделив Клэптону существенную роль на диске Apple Jam. Писатель Роберт Родригес также пишет о благородстве музыканта в этом отношении, называя «I Remember Jeep» как «демонстрацией гитарных способностей» Клэптона. В интервью 1972 года Харрисон сказал, что он доволен тем, что все музыканты получили финансовую выгоду от джем-диска, поскольку он организовал распределение авторских гонораров поровну. В своей автобиографии 2010 года Уитлок отмечал, что он все ещё получает ежеквартальные платежи за Apple Jam, называя это примером щедрости Харрисона, поскольку «он просто поделился с нами роялти, не сказав ни слова».
При подготовке переиздания All Things Must Pass, посвящённого 30-летнему юбилею, Харрисон изменил порядок треков на Apple Jam. Открывающей стала песню «It’s Johnny’s Birthday», а «Out of the Blue» — заключительной. Музыкант пояснил, что именно такая последовательность задумывалась изначально, но в 1970 году реализовать её было невозможно из-за ограничений хронометража грампластинок.
Трибьют-группа Apple Jam из Сиэтла выбрала такое название после выступления на концерте памяти Харрисона в 2007 году. В 2009 году в состав группы входил Алан Уайт, бывший участник Yes и один из барабанщиков, принимавших участие в основных сессиях All Things Must Pass.

## Отзывы критиков
Предварительно анонсируя тройной альбом для Detroit Free Press в 1970 году, Майк Гормли писал, что Apple Jam содержит «исключительный хард-н-ролл», а «Plug Me In» — «одна из лучших рок-мелодий, которые я когда-либо слышал». Публицист заключил: «Альбомы должны продаваться примерно по десять долларов. Но эта запись заслуживает своих пятидесяти». Менее впечатленный религиозной зацикленностью Харрисона в основной части песен, Питер Рейли из Stereo Review отмечал, что музыкант «кажется более свободным и вовлеченным» в совместную работу, отраженную в джем-сейшенах.
Многие критики сочли третий диск малозначимым, а некоторые жаловались, что он поднял цену на альбом. Дон Хекман из The New York Times назвал All Things Must Pass «блокбастером» и важным художественным высказыванием бывшего битла, но посетовал на третий диск: «Харрисон играет на гитаре с такими потрясающими современниками, как Эрик Клэптон и Дэйв Мейсон — приятное, но не очень захватывающее дополнение к альбому». Музыкальный обозреватель веб-сайта Uproxx назвав единственным минусом альбома — бонус-диск Apple Jam, который «трудно слушать больше одного раза, тем не менее, почти всё остальное здесь идеально».
Среди ретроспективных обзоров мнения по поводу Apple Jam разделились. Так, Дамиан Фанелли из Guitar Player писал, что хотя на All Things Must Pass «отличные вещи изобилуют на каждом шагу», «гитарным кульминационным моментом» альбома является диск с джем-сейшенами. В свою очередь Джордж Честертон из GQ высоко оценивал первые две пластинки, отмечая, что рок «никогда не становился более имперским», чем на All Things Must Pass, но при этом браковал Apple Jam как «откровенно проходной» проект, добавляя, что его включение «скорее иллюстрирует излишества звукозаписывающей индустрии в 1970-х и барские замашки экс-битла делать все, что, черт возьми, ему в голову придёт». По мнению Джейсона Грина из Pitchfork, альбом Харрисона 1970 года «в культурном представлении … является первым тройным альбомом, первым выпущенным как четкое заявление», добавляя, что «„Plug Me In“, „I Remember Jeep“ и „Thanks for the Pepperoni“ — это звук довольного артиста, счастливо забывающего о вашем присутствии». Автор продолжает отмечая, что, хотя джем-треки — это поблажка желаниям автора, тем не менее, они вносят свой вклад в наследие альбома как релиза, бросающего вызов условностям, и послужили прообразом для группы The Clash, включившей детские версии своих песен в тройной альбом Sandinista!. Биограф Клэптона Дэвид Боулинг выделял «Thanks for the Pepperoni» в качестве лучшего трека бонус-диска подчёркивая, что, хотя участие Клэптона обычно вдохновляло на такие джемы, именно «неформальная и непринужденная обстановка» при создании альбома «кажется, выявила в нем всё самое лучшее».
Роджер Кэтлин из MusicHound и Том Мун (в своём эссе для альманаха 1000 Recordings to Hear Before You Die) рассматривают Apple Jam как дополнение к высококачественным песням на религиозную тематику на первых двух пластинках. В музыкальном справочнике The Rolling Stone Album Guide (2004) Мак Рэндалл утверждает, что альбом является исключительной работой, но его поклонники склонны закрывать глаза на то, что его последние 30 минут состоят из «кучи инструментальных блюзовых джемов, которые никто не слушает более одного раза». В обзоре для AllMusic Ричи Унтербергер называет включение Apple Jam «очень существенным недостатком», но признает, что его содержание «оказало огромное музыкальное значение» из-за появления Derek and the Dominos. Ещё один представитель AllMusic Брюс Эдер также считает третий диск «исторически важным, как и сессии, которые породили группу Эрика Клэптона Derek and the Dominos».